# Врбетиці (Влаховиці)
Вербетиці (чеськ. Vrbětice) — чеське село у складі села Влаховиць у районі Злін. Розташоване в долині річки Влара, приблизно 1,5 км на південь від Влаховиць і 6 км на південний захід від Волоських Клобуків. Тут постійно проживає 391 житель.
Врбетиці — це також назва кадастрової площі площею 6,16 км2 .

## Історія
Перша письмова згадка про село походить з 1318 року.

### Вибухи на складах боєприпасів
16 жовтня 2014 року стався вибух на складі боєприпасів № 16, двоє людей загинули. Вибухнув ще один сусідній склад боєприпасів 3 грудня того ж року.

## Орієнтири
У селі є пам'ятнка — дзвіниця незвичайної шестикутної форми. Її оригінал зберігають у Валаському музеї просто неба в Рожнові.